# Lars Bøgh
Lars Bøgh ( født 1964) er en tidligere dansk mellemdistanceløber, der løb for Aarhus 1900. Lars Bøgh er naturvejleder og biolog.

## Personlige rekorder
- 800 meter 1 minut 48,19 sekunder
- 1000 meter 2 minutter 19,03 sekunder
- 1500 meter 3 minutter 37,63 sekunder
- mile 3 minutter 59,37 sekunder
- 5000 meter 14 minutter 11,72 sekunder

## Resultater
- VM cross 12 km (nr. 160) 1988
- VM Ekiden 5 km (nr. 9) 1992
- EM 1500 meter (nr.16) 1990
- Sølv på 1500 meter ved veteran-EM 2004 i aldersgruppen 35-39

## Danske rekorder
- 4 x 800 meter 7.33.9 min.(16/8 1986)
- 4 x 800 meter 7.27.3 min.(21/8 1986)